# Redfoo
Redfoo, właściwie Stefan Kendal Gordy (ur. 3 września 1975 w Los Angeles) – amerykański raper, piosenkarz, DJ, producent muzyczny, autor piosenek i tancerz, założyciel i członek zespołu LMFAO (2006–2012).

## Życiorys

### Wczesne lata
Jest synem pisarki Nancy Leiviskiej i Berry’ego Gordy’ego, producenta muzycznego i założyciela słynnej wytwórni Motown.
Zanim rozpoczął karierę muzyczną, był day traderem i występował m.in. w programie Mad Money emitowanym na antenie CNBC.

### Kariera
W 2006 wraz z bratankiem Skylerem Gordym stworzył zespół LMFAO, z którym wydał dwa albumy studyjne: Party Rock z 2009 i Sorry for Party Rocking z 2011, a także wylansował przeboje: „Party Rock Anthem” i „Sexy and I Know It”. We wrześniu 2012 zawiesili działalność duetu, skupiając się na karierach solowych.
Jesienią 2013 i 2014 był jednym z jurorów piątej i szóstej edycji australijskiej wersji programu The X Factor. Od 16 do 23 marca uczestniczył w 20. edycji Dancing with the Stars. Jego partnerką taneczną była Emma Slater, z którą odpadł w drugim odcinku, zajmując ostatnie, 12. miejsce.

### Życie prywatne
W latach 2012–2014 był w związku z tenisistką Wiktoryją Azaranką.

## Dyskografia

### Albumy studyjne

#### Wydane z LMFAO
- Party Rock (2009)
- Sorry for Party Rocking (2011)

#### Solowe
- Balance Beam (1997)
- Party Rock Mansion (2016)